# تپه آرغاجی
تپه آرغاجی مربوط به هزاره سوم و ۲ قم است و در شهرستان زنجان، روستای آغل بیک سفلی واقع شده و این اثر در تاریخ ۱۱ مهر ۱۳۵۶ با شمارهٔ ثبت ۱۴۴۹ به‌عنوان یکی از آثار ملی ایران به ثبت رسیده است.